# Иванов, Иван Иванович (математик)
Иван Иванович Иванов (30 июля (11 августа) 1862, Санкт-Петербург — 17 декабря 1939, Ленинград) — русский и советский математик, специалист по теории чисел. Член-корреспондент АН СССР (1925; член-корреспондент РАН с 1924).

## Биография
Сын выходцев из крестьянской среды, не окончил курс средней школы. С 1880 года — преподаватель средней школы. Смог сдал испытания и окончить Санкт-Петербургский университет (1886). С 1891 по 1939 годы преподавал в высших учебных заведениях Петербурга и Ленинграда. Большая часть его преподавательской деятельности проходила в бывшем Политехническом (Индустриальном) институте. Профессор Петербургского политехнического института (с 1902). Заведующий кафедрой математики с 1901 по 1935 годы. Подготовил ряд способных математиков.
Избирался депутатом Ленинградского совета от Индустриального института. Удостоен звания заслуженного деятеля науки.

## Научный вклад
И. И. Иванов занимался в основном тремя циклами вопросов—теорией алгебраических чисел, теорией степенных вычетов, теорией простых чисел.
Установил в магистерской диссертации «Целые комплексные числа», что различные по форме теории алгебраических чисел Е. И. Золотарёва и Р. Дедекинда эквивалентны между собой (1891). В докторской диссертации «О некоторых вопросах, находящихся в связи со счетом простых чисел» получил ряд результатов относительно распределения простых чисел (1901).
Доказал теорему о простых делителях чисел вида {\displaystyle a+bp^{2}} , где {\displaystyle a} и {\displaystyle b} — данные целые числа, а {\displaystyle p} — переменное целое число.
В работе о кубических сравнениях он существенно упростил метод решения одной проблемы Г. Ф. Вороного.